# Klaus Tafelmeier
Klaus Tafelmeier (* 12. April 1958 in Singen (Hohentwiel)) ist ein ehemaliger deutscher Leichtathlet und Olympiateilnehmer, der – für die Bundesrepublik startend – bei den Europameisterschaften 1986 die Goldmedaille im Speerwurf gewann. Im gleichen Jahr wurde er mit 85,74 m der erste Inhaber des Weltrekordes mit dem neu vorgeschriebenen Speer.
In seiner Jugend ging er auf das Friedrich-Wöhler Gymnasium in Singen, wo er bis heute als Rekordhalter fast sämtlicher Wurfdisziplinen auf der Rekordtafel steht. Klaus Tafelmeier gehörte dem Sportverein Bayer 04 Leverkusen an. In seiner aktiven Zeit war er 1,90 m groß und wog 94 kg.
Tafelmeier ist heute beruflich für Bayer 04 Leverkusen tätig.

## Erfolge
- 1977: Junioreneuropameisterschaften: Platz 1 (84,14 m)
- 1982: Europameisterschaften: Platz 13 (70,40 m – ungültig – ungültig)
- 1983: Weltmeisterschaften: Platz 8 (75,06 – 80,42 m – ungültig – ungültig – ungültig – ungültig)
- 1984: Olympische Spiele 1984: Qualifikation
- 1986: Europameisterschaften: Platz 1 (79,36 – 84,76 m- 77,46 – ungültig – ungültig – 76,78)
- 1986: Erster offizieller Weltrekord mit dem neuen Speer: 85,74 m am 20. September in Como.
- 1987: Weltmeisterschaften: Qualifikation
- 1988: Olympische Spiele: Platz 4 (80,14 m – 78,72 - 78,28 – ungültig – 77,76 - 82,72)
- 1990: Europameisterschaften: Platz 11 (77,24 - 70,44 – 77,26 m)
- 1991: Weltmeisterschaften: Qualifikation